# Rondal Partridge

Rondal Partridge: Fanynka motocyklových závodů do vrchu, Santa Clara County, Kalifornie, archiv NARA, 1940

Rondal Partridge (4. září 1917 v San Franciscu - 19. června 2015 v Oaklandu) byl americký fotograf a syn fotografky Imogen Cunninghamové.

## Život a dílo
Byl úzce spojen s velkými fotografy Kalifornie své doby. Své matce začal pomáhat v temné komoře ve svých pěti letech. V sedmnácti se učil u Dorothey Langeové, v letech 1937 a 1938 pracoval s Anselem Adamsem v Yosemitském národním parku. Absorboval všechny možné techniky, které mu jeho učitelé mohli dát, ale stále si zachoval svůj vlastní pohled a přístup.
Za téměř 70 aktivních let působil jako profesionální fotograf portrétů, životního prostředí, architektury a dokumenty zachycující historické momenty Kalifornie.
Žil v Berkeley v Kalifornii.
Desítky jeho snímků spadají do kategorie public domain a jsou k dispozici na úložišti obrázků Wikimedia Commons.

## Galerie

Bakersfield, Kalifornie, 1940, archiv NARA
Bakersfield, Kalifornie, 1940, archiv NARA
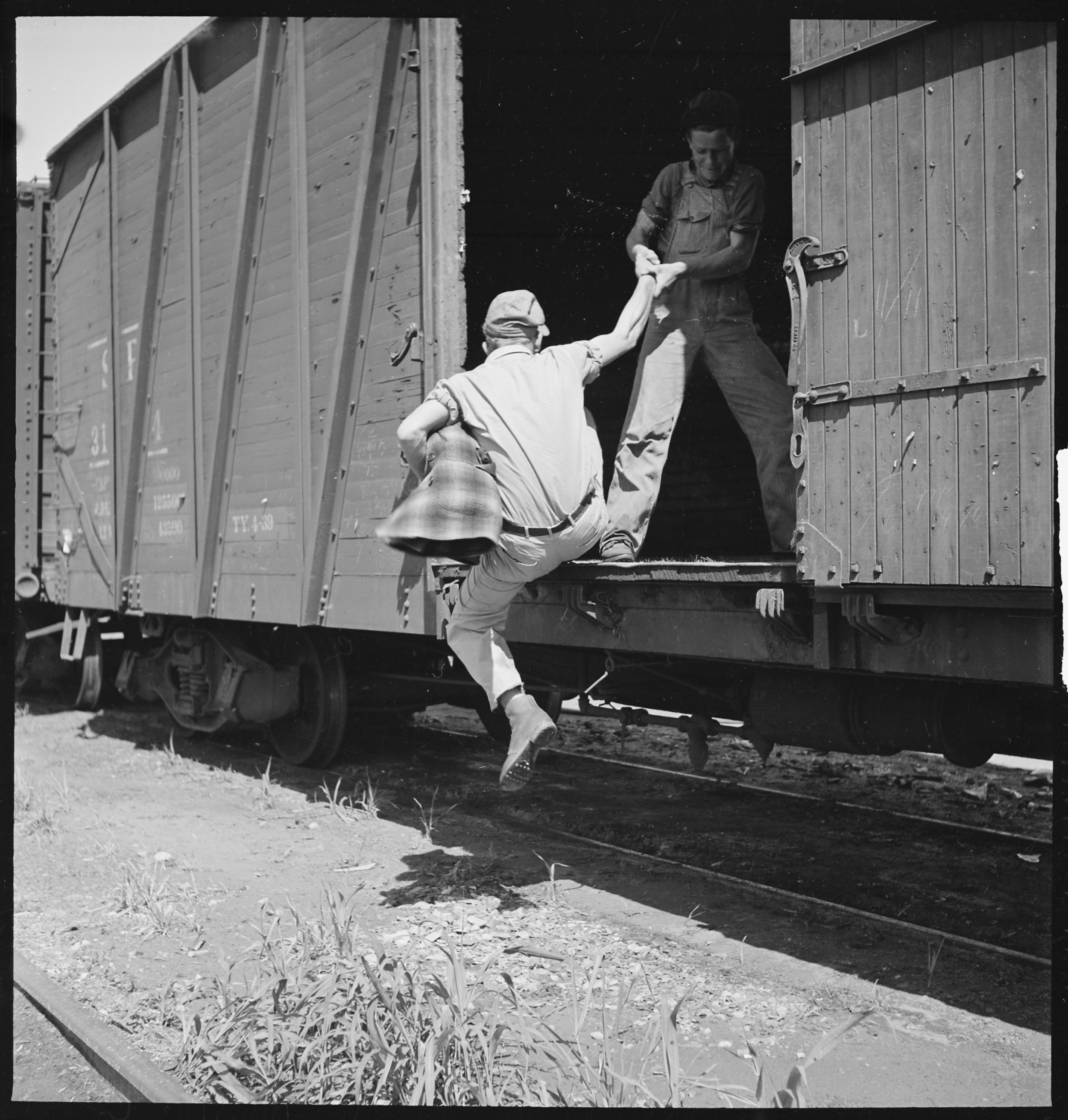
Bakersfield, Kalifornie, 1940, archiv NARA
Hayward, Kalifornie
Yuba County, Kalifornie
Kern County, Kalifornie, sklizeň brambor
Závody motocyklů do vrchu, Santa Clara County, Kalifornie
Monterey County, Kalifornie
Monterey County, Kalifornie
Mladý mechanik a uchazeč o zaměstnání vyplňuje testy společnosti Lockheed Aircraft Corporation, Oakland, Kalifornie, navržený výřez rušivých prvků fotografie